# پیلیش‌ماروت
پیلیش‌ماروت (به مجاری:  Pilismarót) یک شهرداری در مجارستان است که در ناحیه استرگوم واقع شده‌است. پیلیش‌ماروت ۴۴٫۶۲ کیلومتر مربع مساحت و ۲٬۰۲۲ نفر جمعیت دارد.